# 임동신
임동신(본명: 임기석, 1957년 6월 6일 ~ )은 대한민국의 가수다.

## 경력
- 그룹 'Exit' 멤버
- 그룹 '조용필과 위대한 탄생' 멤버